# Mała Zbójnicka Turnia
Mała Zbójnicka Turnia (słow. Malá Zbojnícka veža) – turnia znajdująca się w grani głównej Tatr Wysokich w ich słowackiej części. Mała Zbójnicka Turnia jest najniższą i najbardziej wysuniętą na zachód z trzech Zbójnickich Turni leżących w grani głównej. Od masywu Ostrego Szczytu na zachodzie oddzielona jest szerokim siodłem Białej Ławki, a od Pośredniej Zbójnickiej Turni na wschodzie oddziela ją Niżnia Zbójnicka Szczerbina. Wierzchołek Małej Zbójnickiej Turni nie jest dostępny dla turystów i nie prowadzą na niego żadne szlaki.
Nieco poniżej Małej Zbójnickiej Turni, w grani opadającej w kierunku Białej Ławki, znajduje się niepozorne wzniesienie zwane Zbójnickim Kopiniakiem, które oddzielone jest od Małej Zbójnickiej Turni siodłem Zbójnickich Wrótek.
Pierwszego wejścia turystycznego na wierzchołek Małej Zbójnickiej Turni dokonano 22 sierpnia 1908 roku, a autorami jego byli Mieczysław Świerz i Tadeusz Świerz.